# Morgan Spurlock
Morgan Valentine Spurlock (Parkersburg, 1970. november 7. – New York állam, 2024. május 23.) amerikai dokumentumfilmes rendező, forgatókönyvíró és producer.

## Munkássága
Legismertebb dokumentumfilmje a 2004-es Super Size Me volt, melyet Oscar-díjra jelöltek legjobb dokumentumfilm kategóriában. További filmrendezései közé tartozik a Hol az ördögben van Oszama bin Laden? (2008), a Comic-Con Episode IV: A Fan's Hope (2011) és a One Direction: This Is Us (2013). Utolsó filmje 2019-ben készült Super Size Me 2: Holy Chicken! címmel.
2005 és 2008 között az Éld az életem! című realityshow vezető producere és főszereplője volt. 2013-ban a CNN Morgan Spurlock Inside Man című dokumentumsorozatának főszereplője és producere lett, 2016-ig.

## Halála
2024. május 24-én, 53 éves korában hunyt el, rák okozta komplikációkban.

## Filmográfia

### Film

#### Rendező, író és producer
| Év   | Cím                                                                            | Feladatkör | Feladatkör   | Feladatkör | Megjegyzések                                |
| Év   | Cím                                                                            | Rendező    | Producer     | Író        | Megjegyzések                                |
| ---- | ------------------------------------------------------------------------------ | ---------- | ------------ | ---------- | ------------------------------------------- |
| 2004 | Super Size Me                                                                  | Igen       | Igen         | Igen       |                                             |
| 2004 | Cseh álom (Český sen)                                                          | Nem        | Vezető       | Nem        |                                             |
| 2006 | Chalk                                                                          | Nem        | Vezető       | Nem        |                                             |
| 2006 | Class Act                                                                      | Nem        | Vezető       | Nem        |                                             |
| 2007 | The Third Wave                                                                 | Nem        | Vezető       | Nem        |                                             |
| 2007 | What Would Jesus Buy?                                                          | Nem        | Igen         | Nem        |                                             |
| 2008 | Hol az ördögben van Oszama bin Laden? (Where in the World Is Osama Bin Laden?) | Igen       | Igen         | Igen       |                                             |
| 2008 | Last Cup: Road to the World Series of Beer Pong                                | Nem        | Vezető       | Nem        |                                             |
| 2008 | The Entrepreneur                                                               | Nem        | Vezető       | Nem        |                                             |
| 2010 | Pool Party                                                                     | Nem        | Vezető       | Nem        |                                             |
| 2010 | Freakonomics                                                                   | Igen       | Nem          | Igen       | A Roshanda by Any Other Name szegmens       |
| 2011 | POM Wonderful Presents: The Greatest Movie Ever Sold                           | Igen       | Igen         | Igen       |                                             |
| 2011 | Comic-Con Episode IV: A Fan's Hope                                             | Igen       | Igen         | Igen       |                                             |
| 2011 | The Other F Word                                                               | Nem        | Vezető       | Nem        |                                             |
| 2012 | Mansome                                                                        | Igen       | Igen         | Igen       |                                             |
| 2012 | Knuckleball!                                                                   | Nem        | Vezető       | Nem        |                                             |
| 2013 | Dancing in Jaffa                                                               | Nem        | Vezető       | Nem        |                                             |
| 2013 | Web Junkie                                                                     | Nem        | Vezető       | Nem        |                                             |
| 2013 | Waiting for Mamu                                                               | Nem        | Vezető       | Nem        | rövid dokumentumfilm                        |
| 2013 | You Don't Know Jack                                                            | Igen       | Nem          | Igen       | rövid dokumentumfilm                        |
| 2013 | One Direction: This Is Us                                                      | Igen       | Igen         | Nem        |                                             |
| 2014 | A Brony Tale                                                                   | Nem        | Vezető       | Nem        |                                             |
| 2014 | We the Economy: 20 Short Films You Can't Afford to Miss                        | Igen       | Igen         | Nem        | Cave-o-nomics és The Ebola Economy szegmens |
| 2014 | That Film About Money                                                          | Nem        | Vezető       | Nem        |                                             |
| 2014 | I Am Santa Claus                                                               | Nem        | Vezető       | Nem        |                                             |
| 2015 | Censored Voices                                                                | Nem        | Vezető       | Nem        |                                             |
| 2015 | The Downtown Project                                                           | Igen       | Vezető       | Nem        | rövidfilm                                   |
| 2015 | Crafted                                                                        | Igen       | Nem          | Nem        | rövidfilm                                   |
| 2015 | Made in Japan                                                                  | Nem        | Vezető       | Nem        |                                             |
| 2015 | The Many Sad Fates of Mr. Toledano                                             | Nem        | Vezető       | Nem        | dokumentum rövidfilm                        |
| 2015 | The Death of Superman Lives: What Happened?                                    | Nem        | Társproducer | Nem        |                                             |
| 2015 | Morgan Spurlock Presents Freedom! The Movie                                    | Nem        | Vezető       | Nem        |                                             |
| 2016 | Rats                                                                           | Igen       | Igen         | Igen       |                                             |
| 2017 | Betelt a pohár (Good After Bad)                                                | Nem        | Vezető       | Nem        | filmdráma                                   |
| 2017 | Super Size Me 2: Holy Chicken!                                                 | Igen       | Igen         | Igen       |                                             |

#### Filmszínész
| Év   | Cím                                                  | Szerep                         | Megjegyzések                             |
| ---- | ---------------------------------------------------- | ------------------------------ | ---------------------------------------- |
| 2004 | Super Size Me                                        | önmaga                         | dokumentumfilm magyar hangja Szabó Győző |
| 2007 | Drive Thru                                           | Robbie, Hella-Burger menedzser |                                          |
| 2008 | Hol az ördögben van Oszama bin Laden?                | önmaga                         | dokumentumfilm                           |
| 2009 | Simply Raw: Reversing Diabetes in 30 Days            | önmaga                         | dokumentumfilm                           |
| 2009 | Abraham Obama                                        | önmaga                         | dokumentumfilm                           |
| 2009 | New Brow: Contemporary Underground Art               | önmaga                         | dokumentumfilm                           |
| 2010 | Freakonomics                                         | önmaga                         | dokumentumfilm                           |
| 2011 | POM Wonderful Presents: The Greatest Movie Ever Sold | önmaga                         | dokumentumfilm                           |
| 2015 | I Am Dale Earnhardt                                  | önmaga                         | dokumentumfilm                           |
| 2017 | Super Size Me 2: Holy Chicken!                       | önmaga                         | dokumentumfilm                           |

## Fordítás
- Ez a szócikk részben vagy egészben  a   Morgan Spurlock című angol Wikipédia-szócikk ezen változatának fordításán alapul.  Az eredeti cikk szerkesztőit annak laptörténete sorolja fel. Ez a jelzés csupán a megfogalmazás eredetét és a szerzői jogokat jelzi, nem szolgál a cikkben szereplő információk forrásmegjelöléseként.